# أكسيد الفاناديوم الرباعي
في الكيمياء إن مركب أكسيد الفاناديوم الرباعي أو ثاني أكسيد الفاناديوم أو أكسيد الفاناديوم (IV) وفي الإنجليزية: (vanadium dioxide) أو (Vanadium tetraoxide) أو (Vanadium(IV) oxide) عبارة عن مركب كيميائي غير عضوي يمتلك الصيغة الكيميائية التالية: (VO2) 